# 胡戈·克拉松
胡戈·克拉松（瑞典語：Hugo Clason，1865年6月2日—1935年1月21日），瑞典前男子帆船运动员。他曾代表瑞典参加1912年夏季奥林匹克运动会帆船比赛，获得12米级银牌。